# Hongkong a 2004. évi nyári olimpiai játékokon
Hongkong a görögországi Athénban megrendezett 2004. évi nyári olimpiai játékok egyik részt vevő nemzete volt. Az országot az olimpián 10 sportágban 32 sportoló képviselte, akik összesen 1 érmet szereztek.

## Érmesek
| Érem  | Versenyző                                     | Sportág       | Versenyszám |
| ----- | --------------------------------------------- | ------------- | ----------- |
| Ezüst | Kou Laj-cák (Ko Lai Chak) Léj Cíng (Li Ching) | Asztalitenisz | Férfi páros |

## Asztalitenisz
Férfi
| Versenyző                                     | Versenyszám | 64-es főtábla     | 48-as főtábla                                        | 32-es főtábla                                                | Nyolcaddöntő                                                                      | Negyeddöntő                                                                                             | Elődöntő                                                                                     | Döntő                                                               | Helyezés |
| Versenyző                                     | Versenyszám | Ellenfél Eredmény | Ellenfél Eredmény                                    | Ellenfél Eredmény                                            | Ellenfél Eredmény                                                                 | Ellenfél Eredmény                                                                                       | Ellenfél Eredmény                                                                            | Ellenfél Eredmény                                                   | Helyezés |
| --------------------------------------------- | ----------- | ----------------- | ---------------------------------------------------- | ------------------------------------------------------------ | --------------------------------------------------------------------------------- | --- | -------------------------------------------------------------------------------------------- | ------------------------------------------------------------------- | -------- |
| Kou Laj-cák (Ko Lai Chak)                     | Egyes       |                   | Csarat Kamal Asanta (IND) · 11-9, 11-5, 11-9, 11-6   | Petr Korbel (CZE) · 11-7, 9-11, 11-7, 2-11, 11-6, 9-11, 11-7 | Jörgen Persson (SWE) · 11-7, 11-6, 8-11, 11-4, 12-10                              | Vang Li-csin (CHN) · 9-11, 11-13, 11-6, 8-11, 4-11                                                      | kiesett                                                                                      | kiesett                                                             | 5.       |
| Léj Cíng (Li Ching)                           | Egyes       |                   | Thiago Monteiro (BRA) · 11-6, 9-11, 11-7, 11-9, 11-5 | Werner Schlager (AUT) · 11-8, 9-11, 14-12, 9-11, 9-11, 6-11  | kiesett                                                                           | kiesett                                                                                                 | kiesett                                                                                      | kiesett                                                             | 17.      |
| Leung Chu Yan                                 | Egyes       |                   | O Il (PRK) · 11-3, 11-9, 11-13, 11-4, 11-8           | Michael Maze (DEN) · 6-11, 11-5, 11-3, 11-8, 11-9            | Uladzimir Szamszonav (BLR) · 11-7, 6-11, 11-9, 6-11, 11-5, 7-11, 11-8             | Ju Szungmin (KOR) · 11-6, 12-10, 6-11, 6-11, 9-11, 5-11                                                 | kiesett                                                                                      | kiesett                                                             | 5.       |
| Kou Laj-cák (Ko Lai Chak) Léj Cíng (Li Ching) | Páros       |                   |                                                      |                                                              | Dél-Korea (KOR) · Csu Szehjok · O Szangun · 11-8, 11-9, 11-3, 5-11, 14-12         | Szerbia és Montenegró (SCG) · Slobodan Grujić · Aleksandar Karakašević · 11-6, 10-12, 11-6, 13-11, 11-9 | Oroszország (RUS) · Dmitrij Mazunov · Alekszej Szmirnov · 11-5, 11-9, 5-11, 8-11, 11-8, 11-6 | Kína (CHN) · Csen Csi · Ma Lin · 6-11, 9-11, 11-7, 8-11, 11-8, 5-11 |          |
| Cheung Yuk Leung Chu Yan                      | Páros       |                   |                                                      |                                                              | Oroszország (RUS) · Dmitrij Mazunov · Alekszej Szmirnov · 12-14, 7-11, 8-11, 7-11 | kiesett                                                                                                 | kiesett                                                                                      | kiesett                                                             | 9.       |

Női
| Versenyző             | Versenyszám | 64-es főtábla     | 48-as főtábla     | 32-es főtábla                                                                                | Nyolcaddöntő                                                                    | Negyeddöntő                                                                  | Elődöntő          | Döntő             | Helyezés |
| Versenyző             | Versenyszám | Ellenfél Eredmény | Ellenfél Eredmény | Ellenfél Eredmény                                                                            | Ellenfél Eredmény                                                               | Ellenfél Eredmény                                                            | Ellenfél Eredmény | Ellenfél Eredmény | Helyezés |
| --------------------- | ----------- | ----------------- | ----------------- | -------------------------------------------------------------------------------------------- | ------------------------------------------------------------------------------- | ---------------------------------------------------------------------------- | ----------------- | ----------------- | -------- |
| Lau Sui Fei           | Egyes       |                   |                   | Szvetlana Ganyina (RUS) · 11-3, 11-6, 10-12, 11-5, 11-6                                      | Csang Ji-ning (CHN) · 5-11, 7-11, 3-11, 11-9, 5-11                              | kiesett                                                                      | kiesett           | kiesett           | 9.       |
| Lin Ling              | Egyes       |                   |                   | Adriana Năstase (ROU) · 6-11, 7-11, 11-5, 8-11, 11-7, 10-12                                  | kiesett                                                                         | kiesett                                                                      | kiesett           | kiesett           | 17.      |
| Tie Ya Na             | Egyes       |                   |                   | Tóth Krisztina (HUN) · 11-6, 6-11, 12-10, 14-12, 11-6                                        | Kim Hjonhi (PRK) · 11-6, 11-7, 11-4, 8-11, 11-8                                 | Kim Gjonga (KOR) · 11-6, 10-12, 11-9, 11-7, 11-7                             | kiesett           | kiesett           | 5.       |
| Lau Sui Fei Lin Ling  | Páros       |                   |                   | Oroszország (RUS) · Okszana Fagyejeva · Galina Melnyik · 11-8, 11-7, 11-5, 8-11, 11-13, 11-8 | Japán (JPN) · Fudzsinuma Ai · Umemura Aja · 9-11, 11-6, 9-11, 10-12, 11-7, 7-11 | kiesett                                                                      | kiesett           | kiesett           | 9.       |
| Song Ah Sim Tie Ya Na | Páros       |                   |                   |                                                                                              | Oroszország (RUS) · Szvetlana Ganyina · Irina Palina · 11-7, 11-6, 11-7, 11-7   | Kína (CHN) · Vang Nan · Csang Ji-ning · 4-11, 11-3, 13-11, 8-11, 10-12, 8-11 | kiesett           | kiesett           | 5.       |

## Atlétika
Férfi
| Versenyző       | Versenyszám | Előfutam | Előfutam | Előfutam | Negyeddöntő | Negyeddöntő | Negyeddöntő | Elődöntő | Elődöntő | Elődöntő | Döntő   | Döntő    |
| Versenyző       | Versenyszám | Idő      | Hely.    | Össz.    | Idő         | Hely.       | Össz.       | Idő      | Hely.    | Össz.    | Idő     | Helyezés |
| --------------- | ----------- | -------- | -------- | -------- | ----------- | ----------- | ----------- | -------- | -------- | -------- | ------- | -------- |
| Chiang Wai Hung | 100 m       | 10,70    | 6.       | 60.      | kiesett     | kiesett     | kiesett     | kiesett  | kiesett  | kiesett  | kiesett | kiesett  |

## Evezés
Férfi
| Versenyző              | Versenyszám              | Előfutam | Előfutam | Vigaszág | Vigaszág | Elődöntő | Elődöntő | Elődöntő | Döntő   | Döntő   | Döntő   | Helyezés |
| Versenyző              | Versenyszám              | Idő      | Hely.    | Idő      | Hely.    | Típus    | Idő      | Hely.    | Típus   | Idő     | Hely.   | Helyezés |
| ---------------------- | ------------------------ | -------- | -------- | -------- | -------- | -------- | -------- | -------- | ------- | ------- | ------- | -------- |
| Law Hiu Fung           | Egypárevezős             | 7:28,16  | 3.       | 7:10,72  | 2.       | A/B/C    | 7:17,52  | 6.       | C       | 7:10,75 | 6.      | 18.      |
| Lo Ting Wai So Sau Wah | Könnyűsúlyú kétpárevezős | 6:43,49  | 5.       | 6:41,09  | 5.       | C/D      | 6:37,03  | 4.       | kiesett | kiesett | kiesett | kiesett  |

## Kerékpározás

### Országúti kerékpározás
Férfi
| Versenyző   | Versenyszám   | Idő           | Helyezés      |
| ----------- | ------------- | ------------- | ------------- |
| Wong Kam Po | Mezőnyverseny | nem ért célba | nem ért célba |

### Pálya-kerékpározás
Pontversenyek
| Versenyző   | Versenyszám       | Pont | Helyezés |
| ----------- | ----------------- | ---- | -------- |
| Wong Kam Po | Férfi pontverseny | 2    | 20.      |

## Sportlövészet
Női
| Versenyző | Versenyszám | Selejtező | Selejtező | Döntő   | Döntő    |
| Versenyző | Versenyszám | Pont      | Helyezés  | Pont    | Helyezés |
| --------- | ----------- | --------- | --------- | ------- | -------- |
| Lo Ka Kay | Légpisztoly | 371       | 34.       | kiesett | kiesett  |

## Tollaslabda
| Versenyző               | Versenyszám | 32-es főtábla                                                 | Nyolcaddöntő                      | Negyeddöntő                         | Elődöntő          | Bronz- mérkőzés   | Döntő             | Helyezés |
| Versenyző               | Versenyszám | Ellenfél Eredmény                                             | Ellenfél Eredmény                 | Ellenfél Eredmény                   | Ellenfél Eredmény | Ellenfél Eredmény | Ellenfél Eredmény | Helyezés |
| ----------------------- | ----------- | ------------------------------------------------------------- | --------------------------------- | ----------------------------------- | ----------------- | ----------------- | ----------------- | -------- |
| Ng Wei                  | Férfi egyes | Lee Chong Wei (MAS) · 3-15, 13-15                             | kiesett                           | kiesett                             | kiesett           | kiesett           | kiesett           | 17.      |
| Wang Chen               | Női egyes   | Lorena Blanco (PER) · 11-1, 11-4                              | Jie Yao (NED) · 8-11, 13-10, 11-8 | Csang Ning (CHN) · 11-9, 6-11, 7-11 | kiesett           | kiesett           | kiesett           | 5.       |
| Ling Wan Ting           | Női egyes   | Cheng Shao-Chieh (TPE) · 9-11, 8-11                           | kiesett                           | kiesett                             | kiesett           | kiesett           | kiesett           | 17.      |
| Koon Louisa Li Wing Mui | Női páros   | Nagy-Britannia (GBR) · Gail Emms · Donna Kellogg · 4-15, 3-15 | kiesett                           | kiesett                             | kiesett           | kiesett           | kiesett           | 17.      |

## Triatlon
| Versenyző  | Versenyszám | 1,5 km úszás | 1,5 km úszás | 40 km kerékpározás | 40 km kerékpározás | 10 km futás | 10 km futás | Összesítés | Összesítés |
| Versenyző  | Versenyszám | Idő          | Hely.        | Idő                | Hely.              | Idő         | Hely.       | Idő        | Helyezés   |
| ---------- | ----------- | ------------ | ------------ | ------------------ | ------------------ | ----------- | ----------- | ---------- | ---------- |
| Lee Daniel | Férfi       | 18:17        | 24.          | 1:05:19            | 38.*               | 39:16       | 45.         | 2:03:30,39 | 43.        |

* - egy másik versenyzővel azonos időt ért el

## Úszás
Férfi
| Versenyző   | Versenyszám | Előfutam | Előfutam | Előfutam | Elődöntő | Elődöntő | Elődöntő | Döntő   | Döntő    |
| Versenyző   | Versenyszám | Idő      | Hely.    | Össz.    | Idő      | Hely.    | Össz.    | Idő     | Helyezés |
| ----------- | ----------- | -------- | -------- | -------- | -------- | -------- | -------- | ------- | -------- |
| Tam Chi Kin | 100 m mell  | 1:05,11  | 1.       | 44.      | kiesett  | kiesett  | kiesett  | kiesett | kiesett  |
| Tam Chi Kin | 200 m mell  | 2:19,48  | 8.       | 41.      | kiesett  | kiesett  | kiesett  | kiesett | kiesett  |

Női
| Versenyző      | Versenyszám    | Előfutam | Előfutam | Előfutam | Elődöntő | Elődöntő | Elődöntő | Döntő   | Döntő    |
| Versenyző      | Versenyszám    | Idő      | Hely.    | Össz.    | Idő      | Hely.    | Össz.    | Idő     | Helyezés |
| -------------- | -------------- | -------- | -------- | -------- | -------- | -------- | -------- | ------- | -------- |
| Chan Elaine    | 50 m gyors     | 27,48    | 8.       | 47.      | kiesett  | kiesett  | kiesett  | kiesett | kiesett  |
| Hannah Wilson  | 100 m gyors    | 57,33    | 4.       | 34.      | kiesett  | kiesett  | kiesett  | kiesett | kiesett  |
| Sze Hang Yu    | 200 m gyors    | 2:07,55  | 5.       | 39.      | kiesett  | kiesett  | kiesett  | kiesett | kiesett  |
| Sze Hang Yu    | 100 m pillangó | 1:02,42  | 7.       | 32.      | kiesett  | kiesett  | kiesett  | kiesett | kiesett  |
| Chan Wing Suet | 200 m pillangó | 2:18,45  | 5.       | 29.      | kiesett  | kiesett  | kiesett  | kiesett | kiesett  |
| Tsai Sherry    | 100 m hát      | 1:04,25  | 6.       | 30.      | kiesett  | kiesett  | kiesett  | kiesett | kiesett  |
| Tsai Sherry    | 200 m hát      | 2:19,83  | 1.       | 28.      | kiesett  | kiesett  | kiesett  | kiesett | kiesett  |
| Yip Tsz Wa     | 100 m mell     | 1:14,53  | 7.       | 39.      | kiesett  | kiesett  | kiesett  | kiesett | kiesett  |

## Vitorlázás
Férfi
| Versenyző | Versenyszám     | Futam | Futam | Futam | Futam | Futam | Futam | Futam | Futam | Futam | Futam | Futam | Pontszám | Helyezés |
| Versenyző | Versenyszám     | 1     | 2     | 3     | 4     | 5     | 6     | 7     | 8     | 9     | 10    | 11    | Pontszám | Helyezés |
| --------- | --------------- | ----- | ----- | ----- | ----- | ----- | ----- | ----- | ----- | ----- | ----- | ----- | -------- | -------- |
| Ho Chi Ho | Szörfvitorlázás | 21    | 22    | 13    | 24    | 18    | 3     | 17    | 7     | 21    | 9     | 7     | 138      | 14.      |

Női
| Versenyző    | Versenyszám     | Futam | Futam | Futam | Futam | Futam | Futam | Futam | Futam | Futam | Futam | Futam | Pontszám | Helyezés |
| Versenyző    | Versenyszám     | 1     | 2     | 3     | 4     | 5     | 6     | 7     | 8     | 9     | 10    | 11    | Pontszám | Helyezés |
| ------------ | --------------- | ----- | ----- | ----- | ----- | ----- | ----- | ----- | ----- | ----- | ----- | ----- | -------- | -------- |
| Lee Lai Shan | Szörfvitorlázás | 3     | 8     | 5     | 1     | 27    | 3     | 2     | 4     | 5     | 8     | 3     | 42       | 4.       |

## Vívás
Férfi
| Versenyző    | Versenyszám | Selejtező                  | 32-es főtábla     | Nyolcaddöntő      | Negyeddöntő       | Elődöntő          | Bronz- mérkőzés   | Döntő             | Helyezés |
| Versenyző    | Versenyszám | Ellenfél Eredmény          | Ellenfél Eredmény | Ellenfél Eredmény | Ellenfél Eredmény | Ellenfél Eredmény | Ellenfél Eredmény | Ellenfél Eredmény | Helyezés |
| ------------ | ----------- | -------------------------- | ----------------- | ----------------- | ----------------- | ----------------- | ----------------- | ----------------- | -------- |
| Lau Kwok Kin | Tőr, egyéni | Josh McGuire (CAN) · 14-15 | kiesett           | kiesett           | kiesett           | kiesett           | kiesett           | kiesett           | 36.      |

Női
| Versenyző     | Versenyszám  | 32-es főtábla                | Nyolcaddöntő      | Negyeddöntő       | Elődöntő          | Bronz- mérkőzés   | Döntő             | Helyezés |
| Versenyző     | Versenyszám  | Ellenfél Eredmény            | Ellenfél Eredmény | Ellenfél Eredmény | Ellenfél Eredmény | Ellenfél Eredmény | Ellenfél Eredmény | Helyezés |
| ------------- | ------------ | ---------------------------- | ----------------- | ----------------- | ----------------- | ----------------- | ----------------- | -------- |
| Chan Ying Man | Tőr, egyéni  | Varga Gabriella (HUN) · 3-15 | kiesett           | kiesett           | kiesett           | kiesett           | kiesett           | 25.      |
| Chow Tsz Ki   | Kard, egyéni | Emily Jacobson (USA) · 11-15 | kiesett           | kiesett           | kiesett           | kiesett           | kiesett           | 23.      |